# Frederik Vilhelm Wivet
Frederik Vilhelm Wivet (4. december 1728 i Frederiksborg – 23. februar 1790 i København) var en dansk jurist og digter.
Forældre: Lars Wivet. (1693-1746) ritmester, senere tolder i Ålborg og Anniche Marie T(h)rane (ca. 1695-1751). 'Frederik Vilhelm Wivet, viet år 1755 (kop. Nic. 30.9.) med Johanne Margrethe Boll, født ca. 1733, død d. 25. november 1805 i København (Holmens), formentlig datter af øltapper Peter Jørgensen B. (død ca. år 1738) Wivet blev student år 1746, juridisk kandidat år 1752 og udnævntes år 1754 til Hof- og Stadsretsprokurator. Det efterfølgende år blev Wivel prokurator, det oprindelige ord for advokat, ved Højesteret og fungerede desuden fra år 1763 til år 1773 som generalfiskal. Wivet fungerede med den egenskab vedr. Inkvisitionskommissonen af 20. januar 1772 ang. aktoratet mod Johann Friedrich Struensee og Enevold Brandt.
År 1773 blev Wivel udnævnt til justitsrådet. Af juridiske skrifter har Wivet,
forfattet: «Forsøg til en Afhandling om det stemplede Papiir, 1773» Afhandlingen er ganske vist skrevet ud fra ret begrænsede synspunkter, men vidner om en vis jævn praktisk sans. Endvidere har han udgivet «Forsøg til fortælning om mærkværdige danske og norske sager udførte i Højesteret», hvoraf der udkom 2 Bind og 1. Hæfte af 3. Bind (1774 – 76).
Wivet udgav som 20 årig, det første skønlitterære værk, idet han 1748, anonymt, udgav «Den forfængelige. En komedie udi tre akter». Forestillingen blev ikke opført.
Ludvig Holberg: Wivets forbillede, ved Wivets skønlitterære virksomhed og fra hvem, Wivet bl.a. låner traditionelle navne til karaktererne.
År 1751 udgav Wivel «Danske Epigrammata»
År 1752 påbegyndt udgivelsen af Den Danske Mercurius, der fortsattes med månedlige numre til udgangen af år 1755 der fungerede som et forsøg på at genoplive Anders Bordings Den danske Mercurius; (de ledsagende "satyriske Reflexioner" består ofte i fæle brandere).
Desuden:
«Maade» og «Beskrivelse over en Reise igeinnem Sielland og endeel af Jylland» på Aleksandriner, en slags efterligning af Ludvig Holbergs Peder Paars.
Det arbejde af Wivet der vakte størst opmærksomhed og forventning: «Datum in blanco, eller den af sin egen last straffede Aagerkarl, et skuespil i 5 Optog». Karakterliste: Jeronimus, Leonore, Henrik, Pernille osv. viser straks, at også her er Holberg, Wivets forbillede. Kritikere ved samtiden, kendte skuespillets fortrin og mangler; “der er adskillige gode komiske enkeltheder, men som dramatisk arbejde er det mislykket”. Skuespillet blev skrevet år 1756 først trykt år 1778 i Nye originale Skuespil II og, efter én gang at have været forkastet, opførtes teater opsætningen, år 1785 på Det Kongelige Teater (indtil år 1790 opført ti gange; svensk oversættelse 1786). Enke- og Liig-Kassen (tre akter) er i sin ældste skikkelse fra 1749, omarbejdedes 1760 og 1773 for endelig at opføres 1787 og give anledning til teaterspektakler, så at stykket henlagdes efter anden opførelse.
Forventningen om, at Wivel måske kunne udvikle sig til en komedieforfatter ved Holbergs ånd, blev ingenlunde opfyldt ved det efterfølgende arbejde, «Enke- og Ligkassen eller den forstyrrede Generalforsamling, et Skuespil i 3 Optog» 1787, der blev udpebet og måtte henlægges efter den 2. opførelse.